# 安谷屋城
安谷屋城（あだにやグスク/あだにやじょう）は沖縄県中頭郡北中城村安谷屋に所在するグスク（城）跡。

## 概要
安谷屋城は、北中城村に点在するグスクでは、最も古いと言われている。沖縄では「安谷屋グスク（あだにやぐすく）」と呼ばれている。若松公園の東側丘陵に築かれており、一説では、天孫子の時代の築城とも伝わっている。安谷屋グスクは南北約130メートル、東西約60メートル、標高およそ90メートルの規模がある。グスクからは、土器、輸入青磁器片、白磁片、須恵器片、陶器等が採集されている。これらは、14〜15世紀の遺物と考えられている。安谷屋グスクは二つ郭からなる連郭式のグスクで、用水井、拝所等が残っている。
安谷屋グスクには、かつて安谷屋按司（あだにやあじ）が居た。第一尚氏が滅亡し、1468年に金丸が尚円王として王位に就くが、その際に安谷屋按司を中心とした転覆活動が進められるが失敗し、後難を恐れて安谷屋按司は身を隠した。その後、第二尚氏 尚円王の息子「若松」が派遣されて、安谷屋グスク城主になった。
付近には、北中城村指定文化財の、
- 根所火の神（字安谷屋126）[4]
- 中城若松の墓（字安谷屋西後原1447）[4]

がある。
安谷屋グスクの小起伏丘陵の南面には「安谷屋（あだにや）」集落がある。戦後、安谷屋グスクの東部丘陵地には米軍貸住宅が形成された。